# Ignazio De Genova di Pettinengo
Ignazio De Genova di Pettinengo (Biella, 28 février 1813 - Moncalieri, 2 novembre 1896) était un homme politique et un général italien.

## Biographie
Militaire d'artillerie de carrière du royaume de Sardaigne. Promu colonel (colonnello) en 1848, il est en 1850 vice-commandant de l'Académie royale militaire de Turin. En juin 1851, il est intendant général de l'armée et en 1858, il est nommé général de division (maggior generale).
Le 7 septembre 1860, il atteint le grade de lieutenant-général (tenente generale).
Il est élu député à la Chambre des députés du royaume d'Italie en février 1861 et réélu en 1865. De septembre 1861, il est lieutenant général du roi (Luogotenenza del regno) dans les provinces siciliennes, jusqu'au 5 janvier 1862. En 1864, il est président du Conseil supérieur des instituts militaires d'éducation et de formation.
Du 31 décembre 1865 au 22 août 1866, il est ministre de la Guerre du royaume d'Italie, dans les gouvernements La Marmora III et Ricasoli II. Il est nommé sénateur du Royaume en 1868.
Il est Membre de la commission d'examen du projet de loi sur l'ordonnance de l'armée (22 décembre 1870).
Il est commandant général des Carabiniers du 18 mai au 3 novembre 1877.
Il est décoré de deux médailles d'argent de la valeur militaire.

### Promotions militaires
- Sous-lieutenant (Sottotenente) (royaume de Sardaigne) (7 janvier 1829)
- Lieutenant (Tenente) (royaume de Sardaigne) (23 mars 1831)
- Capitaine (Capitano) (royaume de Sardaigne) (14 février 1837)
- Lieutenant-colonel (Tenente colonnello) (royaume de Sardaigne - Gouvernement provisoire de Lombardie) (28 avril 1848).
- Colonel (Colonnello) (royaume de Sardaigne - Gouvernement provisoire de Lombardie) (20 juillet 1848)
- Major-général (Maggiore generale) (royaume de Sardaigne) (25 mars 1858)
- Lieutenant général (Tenente generale) (royaume de Sardaigne) (7 septembre 1860-3 novembre 1877. Date de la retraite)

### Fonctions et titres
- Inspecteur de l'artillerie lombarde (28 avril 1848)
- Commandant du corps d'artillerie de Lombardie (16 septembre 1848)
- Membre du Conseil consultatif permanent de la guerre et de la marine (6 janvier 1849) (10 novembre 1849)
- Intendant général de l'armée (20 juin 1851)
- Secrétaire général du ministère de la Guerre et de la Marine (10 mars 1849)
- Directeur général du ministère de la Guerre (4 juin 1853)
- Commandant général de l'Académie militaire de Turin (25 mars 1858)
- Chargé de la direction générale du matériel et de l'administration militaires (29 août 1859).
- Chargé de la direction générale des armes spéciales (30 juin 1860).
- Inspecteur des instituts militaires du Royaume (12 juin 1861)
- Lieutenant de Sa Majesté le roi dans les provinces siciliennes (5 septembre 1861)
- Membre du Conseil supérieur des instituts militaires d'éducation et de formation (8 juin 1862).
- Président du Conseil supérieur des établissements militaires d'enseignement et de formation (10 janvier 1864).
- Membre annuel du Comité supérieur des différentes armes (13 décembre 1862)
- Membre de la Commission permanente de la défense générale de l'État (7 janvier 1863)
- Membre suppléant de l'ordre militaire de la Savoie (27 décembre 1863)
- Chargé de diriger les opérations militaires contre le banditisme dans les provinces du sud du Royaume (29 septembre 1867).
- Président du Comité des carabiniers (17 mai 1877)

## Décorations

### Distinctions italiennes
- Chevalier grand-croix décoré du grand cordon de l'ordre des Saints-Maurice-et-Lazare
- Chevalier grand-croix décoré du grand cordon de l'ordre de la Couronne d'Italie
- Commandeur de l'ordre militaire de Savoie - 12 juin 1856[3]
- Médaille d'argent de la valeur militaire (2 attributions)
- Médaille commémorative de l'Unité italienne
- Médaille commémorant les campagnes des guerres d'indépendance

### Distinctions étrangères
- Chevalier de l'ordre de l'Aigle blanc (Empire russe)
- Chevalier grand officier de l'ordre équestre de Saint-Marin pour le mérite civil et militaire (république de Saint-Marin)
- Commandeur de l'ordre national de la Légion d'honneur (France)
- Médaille commémorative de la campagne d'Italie de 1859 (France)

## Source
- (it) Cet article est partiellement ou en totalité issu de l’article de Wikipédia en italien intitulé « Ignazio De Genova di Pettinengo » (voir la liste des auteurs).